# 구와키누정
구와키누정(桑絹町)은 도치기현의 남부, 시모쓰가군에 속했던 정이다. 이바라키현과 인접했다.

## 역사
- 1889년 4월 1일 - 정촌제 시행에 의해 구와촌, 기누촌이 성립하였다.
- 1956년 9월 30일 - 기누촌, 구와촌이 합병해 구와키누촌이 성립하였다.
- 1960년 4월 29일 - 촌장 선거에서 202명이 입후보하는 사태가 발생. 이것은 분촌을 둘러싸고 촌장파와 대립한 진영이 대량 입후보를 실시한 데 따른 것으로, 일가족 4명 전원이 입후보하는 등의 경우도 있었다. 84세의 노파부터 25세 2개월의 청년까지 입후보했다. 제대로 된 득표를 한 것은 1위 스가누마 료타(4036표, 당선), 2위 후보(2454표), 3위 후보(1156표)뿐이었고, 9명이 1표에서 3표, 나머지 190명은 0표였다. 덧붙여 이 당시 마치무라의 수장 선거에 있어서는 공탁금은 불필요했다.
- 1961년 7월 1일 - 정으로 승격해 구와키누정이 되었다.
- 1965년 9월 30일 - 오야마시에 편입되었다.